# Merogomphus longistigma
Merogomphus longistigma – gatunek ważki z rodziny gadziogłówkowatych (Gomphidae).